# Fraunhofer-ePrints
Fraunhofer-ePrints ist das institutionelle Online-Repositorium der Fraunhofer-Gesellschaft. Es verzeichnet frei zugängliche Veröffentlichungen der Fraunhofer-Gesellschaft, ihrer Institute sowie deren Mitarbeiter. Dies sind insbesondere Aufsätze, Konferenzbeiträge und Tagungsbände sowie Forschungsberichte, Studien, Hochschulschriften, aber auch Jahresberichte, Vorträge und Poster.
Die Fraunhofer-Gesellschaft hat sich 2003 mit der Unterzeichnung der Berliner Erklärung über den offenen Zugang zu wissenschaftlichem Wissen verpflichtet, alle publizierten Forschungsergebnisse im Internet soweit möglich frei zugänglich zu machen. Die Veröffentlichungen sind kostenlos als Volltexte verfügbar.